# May (geslacht)

Familiewapen (1882)

May is een van oorsprong uit Chatham (Kent) afkomstig geslacht waarvan leden sinds 1882 tot de Nederlandse adel behoren.

## Geschiedenis
De stamreeks begint met John May wiens zoon John May (1694-1779), geboren in Chatham, vanaf 1727 scheepstimmerman bij de admiraliteit van Amsterdam was. Ook een zoon en een kleinzoon waren in dienst van de Amsterdamse admiraliteit. Een kleinzoon van die laatste werd bij Koninklijk Besluit van 14 mei 1882 verheven in de Nederlandse adel; in 2009 stierf het geslacht uit.

## Enkele telgen
John William May (1792-1866), kunstschilder, secretaris van de Nederlandse ambassadeur te Londen, consul-generaal der Nederlanden te Londen
- Jhr. John William May (1824-1902), consul-generaal der Nederlanden te Londen
  - Jhr. Arthur John May (1856-1941), griffier van het hooggerechtshof te Kimberley (Zuid-Afrika)
    - Jhr. Bernard William Anson May (1887-1956), bankier te Buenos Aires, laatste mannelijke telg van het geslacht
      - Jkvr. Valerie Evelyn Anson May (1921-2009), laatste telg van het geslacht